# (20385) 1998 KS53
A (20385) 1998 KS53 a Naprendszer kisbolygóövében található aszteroida. A LINEAR projekt keretében fedezték fel 1998. május 23-án.